# Erhard Schmidt
Erhard Schmidt (Tartu, 13 de enero de 1876 — Berlín, 6 de diciembre de 1959) fue un matemático alemán.

## Biografía
Hijo del profesor de fisiología Alexander Schmidt. Después frecuentar escuelas en Tartu y Riga, estudió matemáticas en Berlín, donde fue alumno de Hermann Amandus Schwarz, y en la Universidad de Göttingen, donde fue alumno de David Hilbert, con quien se doctoró en 1905, con una tesis sobre ecuaciones integrales. En aquella época Hilbert estaba completamente ocupado en su programa de desarrollo de las bases de lo que actualmente se denomina análisis funcional, y Schmidt fue su gran compañero de discusión. Schmidt fue profesor en Zurique (1908), Erlangen, Breslavia y Berlín, asumiendo el puesto de Schwarz en 1917. Schmidt fue rector de la Universidad de Berlín, en 1929–1930, y fue profesor de gran éxito, como narra Heinz Hopf, que fue su alumno en Breslavia en 1917 y después su orientado en Berlín.